# アドリアン・ゴンサレス
アドリアン・ゴンサレス・モラレス（Adrián González Morales, 1988年5月25日 - ）は、スペイン・マドリード出身の元サッカー選手。現役時代のポジションは左サイドハーフ。元レアル・マドリード所属選手のミチェルは父。

## 経歴
1998年、レアル・マドリードのカンテラに加入。2006年にレアル・マドリード・カスティージャに昇格した。この時の2007-08シーズンは、レンタル移籍したセグンダ・ディビシオンのセルタ・デ・ビーゴ、ジムナスティック・タラゴナでプレーするも出場機会に恵まれなかった。
2008年5月、マドリードに本拠地を構えるヘタフェCFへと完全移籍。この際、レアル・マドリードは買い戻しオプションを保有することとなった。ヘタフェでのデビュー戦は10月5日のUDアルメリア戦であり、途中出場で15分間出場した。
2009-10シーズン始め、同ポジションのハイメ・ガビランの負傷によって出場機会に恵まれるも良いパフォーマンスを披露できず、ガビランの復帰と共に出場機会が減少した。そして、2010年夏の移籍市場でラシン・サンタンデールの一員となった。
スペイン代表として各年代の世代別代表にも選出されている。

## 人物
- カスティージャは、2006-07シーズン当時に父のミチェルが監督を務めており、そのもとでプレーしていた。
- 2009年4月にミチェルがヘタフェの監督に就任し、再び父のもとでプレーすることとなった。
- 2009-10シーズンではファウルをもらうことすらできずスタメンから外された時期もあったが、4月28日のセビージャ戦で1ゴール1アシストを記録した。